# Bosporsko kraljestvo
Bosporsko kraljestvo, znano tudi kot Kraljestvo Kimerskega Bosporja (grško Βασίλειον τοῦ Κιμμερικοῦ Βοσπόρου, Vasíleion toú Kimmerikoú Vospórou), je bila staroveška grško-skitska država na vzhodnem Krimu in polotoku Taman na obalah Kimerskega Bosporja, s središčem v sedanji Kerškega preliva. Bilo je prva povsem "helenistična" država, v smislu, da je mešano prebivalstvo prevzelo grški jezik in civilizacijo. Pod dinastijo Spartokidov je aristokracija kraljestva imela dvojno naravo: grškim podložnikom so se vladarji predstavljali kot arhonti, barbarom pa kot kralji. Nekateri zgodovinarji menijo, da gre za edinstven primer v zgodovini starega veka.
Bosporsko kraljestvo je bilo najdlje živeče Rimu podrejeno kraljestvo. V 1. in 2. stoletju n. št. je nastopila nova zlata doba bosporske države. Pod cesarjem Neronom je bilo od leta 63 do 68 n. št. vključeno v rimsko provinco Spodnja Mezija, potem pa je ponovno dobilo svoj prejšnji status. Konec 2. stoletja n. št. je kralj Savromat II. odločilno porazil Skite in ves polotok Krim vključil v svojo državo. 
Blaginja Bosporskega kraljestva je temeljila na izvozu pšenice, rib in sužnjev. Posledično je kraljestvo postalo gospodarsko središče Črnega morja in se pogosto omenjalo kot dragulj Črnega morja. Na cvetočo trgovino kažejo dragocene arheološke najdbe na številnih grobiščih, imenovanih kurgan, izkopane pogosto nezakonito. Za nekoč cvetočimi mesti so ostali bogati arhitekturni in umetniški predmeti. Najlepši primerki so razstavljeni v muzeju Ermitaž v Sankt Peterburgu. Mednje spadajo zlasti vaze, uvožene iz Aten, predmeti iz grobe terakote, tekstilni fragmenti, mizarski izdelki in intarzije. 

## Zgodnje grške kolonije
Celotno ozemlje Bosporskega kraljestva je bilo posejano z grškimi mesti: na zahodu so bili  Pantikapej (Kerč), najpomembnejše mesto v regiji, Nimfej in Mirmekij, na vzhodu pa Fanagorija, drugo najpomembnejše mesto v regiji, Kepoj, Hermonasa, Portus Sindicus in Gorgipija.
Te grške kolonije so ustanovili kolonisti iz Mileta v 7. in 6. stoletju pr. n. št. Fanagorija (okoli 540 pr. n. št.) je bila kolonija Teosa, ustanovitev Nimfeja pa je bila morda povezana z Atenami. Zdi se, da so bile kolonije v 5. stoletju pr. n. št. članice Delsko-atiške pomorske zveze.

## Geografija
Bosporsko kraljestvo je obsegalo ozemlje med polotokoma Krim in Taman s središčem okoli Kerškega preliva, v antiki znanega kot Kimerski Bospor. Južno od kraljestva je bilo Črno morje, ki ga je povezovalo z Balkanom, severno evrazijske stepe, na vzhodu Kavkaz  in Srednja Azija in na jugu Anatolija in Mezopotamija ter na jugozahodu Grčija.
Večji del kraljestva je spadal v Pontsko-kaspijsko stepo, idealno za nomadsko pašništvo. Jugovzhodno obalo Krima obdajajo Krimske gore z najvišjim vrhom Roman Koš (1545 m). Proti zahodu se gore strmo spuščajo do Črnega morja, proti vzhodu pa se počasi razvijajo v stepsko pokrajino. Jugozahodno obalo polotoka Taman omejuje Visoki Kavkaz. 

## Gospodarstvo
Grška kolonizacija v črnomorski regiji sega v grški temni srednji vek. Iz tega obdobja je veliko dokazov o kulturni in gospodarski izmenjavi, pa tudi o sovražnosti med Grki in njihovimi sosedi Tračani, Dačani in kasneje Skiti. 
Širitev in združitev s Skiti v 5. stoletju pr. n. št. je povzročilo, da je bilo veliko grških naselij izbrisanih ali spremenjenih v skitske protektorate, kot se je zgodilo mestu Olbia. Domneva se, da je pritisk Skitov dinastiji Arheanaktidov omogočil, da je ustvarila prvo bosporsko državo, ki je trajala od leta 480 do 438 pr. n. št. Arheanaktide so strmoglavili Spartokidi, s čimer se je začelo obdobje gospodarske širitve. 
Črnomorski Grki so pred tem obdobjem večinoma trgovali z živino, sužnji, krznom in ribami. Žito je bilo manj pomembno. Zaradi razmer, ki jih je povzročila peloponeška vojna, je v Atenah nastalo veliko povpraševanje po žitu. Spartokidi so bili pripravljeni trgovati s svojim žitom z Atenami v zameno za evropsko blago in srebro, kar je domnevno pospešilo propad Aten.

## Vojska
Za Bosporsko kraljestvo pod Spartokidi je bilo značilno mešanje lokalnih Skitov in Grkov na vseh ravneh družbe, zlasti v plemstvu. V spopadu med kraljem Satirom II. in njegovim bratom Evmelom naj bi kraljeva vojska imela največ dva tisoč Grkov in enako število Tračanov, ki so se borili kot plačanci, sicer pa je bila velika večina vojske skitska, z deset tisoč konjeniki in več kot dvajset tisoč pešaki. Evmel je v zavezništvu s siraškim kraljem Arifarnom imel dvajset tisoč skitskih konjenikov in še več kot toliko pešakov.

## Kralji Kimerskega Bosporja

### Arheanaktidi
Po pisanju grškega zgodovinarja Diodorja Sicilskega (xii. 31) je v regiji med letoma 480 in 438 pr. n. št. vladal niz kraljev, imenovanih Arheanaktidi. Kralji so bili verjetno iz družine, ki jo je na oblast pripeljal uzurpator Spartok I. (vladal 438–432 pr. n. št.). Spartok zaradi svojega imena tradicionalno velja za Tračana, novejši zgodovinarji pa domnevajo, da je bil verjetno grško-skitskega porekla, kot je bilo značilno za to regijo.

### Spartakoidi
Spartok je začel dinastijo Spartokidov, za katero se zdi, da je vladala do okoli 110 pr. n. št. Spartokidi so zapustili številne napise, ki kažejo, da so najzgodnejši člani družine vladali kot arhonti grških mest in kralji različnih manjših domorodnih plemen, zlasti Sindov iz osrednjega Krima in drugih vej Meotov. Ohranjeno gradivo (besedila, napisi in kovanci) ne dajejo dovolj informacij za popolno rekonstrukcijo kronologije regionalnih kraljev.
Spartokov naslednik Satir I. (431–387 pr. n. št.) je vzpostavil svojo oblast nad celotno regijo. Svojemu kraljestvu je dodal Nimfej in oblegal bogato Teodozijo, ki je imela pristanišče, ki pozimi ni zamrznilo in je lahko celo leto trgovala z žitom. Satirov sin Levkon I. (387–347 pr. n. št.) je nazadnje le zavzel mesto. Nasledila sta ga sinova sinova Spartok II. in Perisad. Brata sta vladala skupaj do Spartokove smrti leta 342 pr. n. št., potem pa je Perisad sam vladal do leta 310 pr. n. št. Po Paerisadovi smrti se je začela nasledstvena vojna med njegovima sinovoma Satirom II. in Evmelom. Satir je premagal svojega mlajšega brata Evmela v bitki pri reki Tatis leta 310 pr. n. št., kasneje pa je neki bitki padel in prestol je nasledil Evmel.
Evmela je nasledil Spartok III. (303–283 pr. n. št.) in njega Perisad II. Njegovi nasledniki so imeli ponavljajoča se družinska imena, zato je njihov vrstni red nemogoče določiti. Zadnji med njimi, Perisad V., se ni mogel upreti vedno bolj nasilnim napadom nomadskih plemen in je na pomoč poklical Diofanta, generala pontskega kralja Mitridata VI., in mu zapustil svoje kraljestvo. Perisada V. je ubil Skit Savmak, vodja upora proti njemu.
Spartokidi so bili dinastija razsvetljenih in modrih vladarjev, čeprav so bili v grških virih vedno opisani kot tirani. Ohranjali so tesne odnose z Atenami, njihovim najboljšim kupcem bosporskega žita. Levkon I. Bosporski je odobril privilegije za atenske ladje v bosporskih pristaniščih, na kar se atiški govorniki večkrat sklicujejo. V zameno so Atenci podelili Levkonu atensko državljanstvo in izdali odloke v čast njemu in njegovim sinovom.

### Mitridat VI.
Mitridat VI. Pontski je po porazu z rimskim generalom Pompejem leta 66 pr. n. št. z majhno vojsko pobegnil iz Kolhide (sedanja Gruzija) preko Kavkaza na Krim in načrtoval zbrati novo vojsko za napad na Rimljane. Njegov najstarejši živeči sin Mahar, regent Kimerskega Bosporja, ni bil pripravljen pomagati svojemu očetu, zato ga je Mitridat ubil in sam zasedel njegov prestol. Mitridat je zatem ukazal novačenje vojakov in se pripravljal na vojno. Leta 63 pr. n. št. je Mitridatov najmlajši sin Farnak sprožil upor proti svojemu očetu. Pridružili so se mu rimski izgnanci iz glavnine Mitridatove vojske. Mitridat VI. se je umaknil v citadelo v Pantikapeju in naredil samomor. Pompej ga je pokopal v skalo vklesani grobnici ali v Sinopu ali v Amaziji, prestolnici Pontskega kraljestva.

## Rimu podložno kraljestvo
Po smrti Mitridata VI. Leta 63 pr. n. št. je Farnak II. (vladal 63–47 pr. n. št.) prosil za pomoč Pompeja in nato med državljansko vojno Julija Cezarja poskušal ponovno priti na oblast. Cezar ga je premagal v bitki pri Zeli, pozneje pa ga je ubil njegov nekdanji guverner in zet Asander.
Pred smrtjo Farnaka II. se je Asander poročil z njegovo hčerko Dinamido. Asander in Dinamida sta vladala, dokler jima ni Dinamidin stric Mitridat II. na Cezarjev ukaz napovedal vojne in zahteval kraljestvo zase. Asander in Dinamida sta bila poražena in odšla v politično izgnanstvo. Po Cezarjevi smrti leta 44 pr. n. št. jima je Cezarjev naslednik Oktavijan vrnil Bosporsko kraljestvo. Asander je vladal kot arhont in pozneje kot kralj do svoje smrti leta 17 pr. n. št. Po njegovi smrti je bila Dinamida prisiljena poročiti se z rimskim uzurpatorjem Skribonijem. Rimljani so Skribonija odstavili in na njegovo mesto postavili Polemona I. Pontskega (vladal 16–8 pr. n. št.). Polemon se je leta 16 pr. n. št. poročil z Dinamido, ki je dve leti kasneje umrla. Polemon je vladal kot kralj do svoje smrti leta 8 pr. n. št. Nasledil ga je Dinamidin in Asandrov sin Aspurg. 
Pod njegovo oblastjo je bilo Bosporsko kraljestvo klientska država Rimskega cesarstva, zaščitena z rimsko garnizijo. Aspurg (vladal 8 pr. n. št. – 38 n. št.) je ustanovil dinastijo kraljev, ki so z nekaj prekinitvami vladali do leta 341. Aspurg je po prejemu rimskega državljanstva privzel rimsko ime Tiberij Julij in užival pokroviteljstvo prvih dveh cesarjev, Gaja Avgusta Oktavijana in Tiberija. Ti dve rimski imeni so privzeli vsi njegovi nasledniki in jima dodali tretje tračansko ime (Kotis, Reskupopris ali Roemetalk) ali ime domačega porekla (na primer Savromat, Evpator, Inintimej, Farzan, Sing, Terian, Teotors ali Radamsad). 
Vsi rimski kralji iz vladajoče dinastije so bili potomci Aspurga, sina pontskega kralja Mitridata VI. in njegove prve žene, njegove sestre Laodike. Kralji so sprejeli nov koledar, ki ga je za datiranje kovancev uvedel Mitridat VI. Začel se je z letom  297 pr. n. št. Bosporski kralji so kovali svoj denar tudi v rimskem obdobju vključno z zlatimi staterji s portretoma rimskega cesarja in bosporskega kralja. Tako kot rimski so tudi bosporski kovanci v 3. stoletju vse bolj izgubljali svojo vrednost. Zgodovinarji so ravno zaradi kovancev dobili dokaj jasno nasledstveno linijo, čeprav je bil v tem obdobju zabeležen komaj kakšen dogodek. 
Bosporsko kraljestvo se je celotno obdobje svoje zgodovine stalno vojskovalo z domorodnimi Skiti in Sarmati s podporo rimskih garnizij in mornarice. 
Leta 62 n. št. je rimski cesar Neron iz neznanega razloga odstavil bosporskega kralja Kotisa I. Možno je, da je želel čim bolj zmanjšati moč lokalnih klientskih vladarjev in vključiti Bosporsko kraljestvo v Rimsko cesarstvo. Bosporsko kraljestvo je od leta 63 do 68 vključil v rimsko provinco Spodnja Mezija. Leta 68 je novi rimski cesar Galba obnovil Bosporsko kraljestvo in oblast prepustil Reskuporiju I., sinu Kotisa I. 
Z razseljevanjem Judov se je v regiji pojavilo judovstvo. Judovske skupnosti so se razvile predvsem v mestih, zlasti v Tanaisu. Judovski ali tračanski vpliv je morda navdihnil temelje kulta "najvišjega boga", posebnega regionalnega kulta, ki se je pojavil v 1. stoletju n. št. Kult je izpovedoval monoteizem, vendar ni bil izrazito judovski ali krščanski.
Ravnotežje moči med lokalnimi plemeni je močno porušilo preseljevanje proti zahodu v 3.–4. stoletju. V 250. letih n. št. so Goti in Borani uspeli zavzeti bosporske ladje in celo napadali obale Anatolije.

## Usoda kraljestva
Zadnji znani kovanci Bosporskega kraljestva so kovanci Reskuporja VI. iz leta 341. Čeprav se tradicionalno verjame, da so kraljestvo uničili Goti in Huni, za to ni konkretnih dokazov. Obstaja napis bosporskega vladarja z imenom Duptun iz okoli leta 483, skoraj stoletje in pol po Rekuporju VI., zaradi česar je malo verjetno, da sta se kraljestvo in njegova linija kraljev končala sredi 4. stoletja. Poleg tega arheološki podatki iz tistega časa kažejo na obdobje rasti gospodarstva in ne propadanja družbe.
Vse večji pomen Sarmatov in Alanov na Krimu morda pomeni, da je Reskuporja strmoglavil sarmatski ali alanski plemenski voditelj in na bosporskem prestolu ustanovil svojo dinastijo. Znano je, da so od leta 380 na Krimu vladali Goti, saj pismo Janeza Zlatoustega  carigrajskemu nadškofu iz leta 404 omenja lokalnega vladarja kot rex Gothiorum, kralja Gotov. Gotsko Bosporsko kraljestvo je bilo nekaj časa verjetno vazal Hunskega cesarstva in po njegovem propadu v 450. in 460. letih ponovno postalo neodvisno. Zapisi bizantinskega zgodovinarja Prokopija kažejo, da so Goti po propadu Hunskega cesarstva še nekaj časa ostali na oblasti, saj opisuje krimske Gote, ki so se borili proti Utigurom in se nato povezali z njimi.  Pozno Bosporsko kraljestvo je kljub obdobjem oblasti barbarov ostalo helenistična država, tako po jeziku in kulturi kot po običajih. Lokalno materialno kulturo od 3. do 6. stoletja odlikujeta velika kompleksnost in sinkretičnost, ki prepleta starodavne in nove barbarske elemente.
Potem, ko so Goti odšli ali bili pregnani, se je v poznem 5. stoletju vzpostavila nova lokalna samouprava pod vladarji, kot je bil Duptun, ki je kraljestvo preusmeril proti Bizantinskemu cesarstvu. Takšno preusmeritev dokazuje tudi prisotnost bizantinskih kovancev na Krimu, vključno s kovanci cesarjev Justina I. (vladal 518–527) in Justinijana I. (vladal 527–565). V Justinijanovem času v Bosporju ponovno vladal barbarski vladar, Hun Gordas, ki je bil v uporu leta 527 ubit. Cesar je zatem v Bospor poslal vojsko, osvojil ozemlje kraljestva in tam vzpostavil svojo oblast.
Bosporska mesta so pod bizantinsko in bolgarsko zaščito oživela. Starogrško mesto Fanagorija je med letoma 632 in 665 postalo prestolnica stare Velike Bolgarije. V Bosporju so občasno vladali bizantinski grški častniki, gradili trdnjave in ustanovili nadškofijo. Mesto Tmutarakan na vzhodni strani Kerške ožine je v 10. in 11. stoletju postalo sedež kijevske ruske kneževine Tmutarakan, ki je kasneje prišla pod oblast Tatarov.

## Denar
Pred razpadom Sovjetske zveze leta 1991 so bosporski kovanci med zbiralci veljali za redkost. Zdaj so na mednarodnih trgih kovancev dobro znani, kar kaže na njihove velike količine. Več velikih serij so skovala bosporska mesta po 5. stoletja pr. n. št., zlasti Pantikapej. Zlati staterji iz Pantikapeja s Panovo glavo in grifonom so še posebej izjemni zaradi svoje mase in fine izdelave. 
Obstajajo kovanci z imeni kasnejših Spartokidov in celotna serija datiranih solidov, ki jih je izdala slednja ali ahemenska dinastija. V njih je mogoče opaziti hitro degradacijo zlatega solida preko srebra in potina v bron.